# Howard Koch
Howard Koch (Nova Iorque, 12 de dezembro de 1902 - Kingston, 17 de agosto de 1995) foi um roteirista estadunidense. Ele ganhou um Oscar de melhor roteiro adaptado como um dos autores do filme Casablanca. Durante a década de 1940, trabalhou na Warner Bros. escrevendo ou colaborando em roteiros de diversos filmes, incluindo The Sea Hawk (com Errol Flynn), The Letter, uma adaptação de W. Somerset Maugham (estrelado por Bette Davis) e Sargento York (filme de Howard Hawks estrelado por Gary Cooper).